# 열쇠

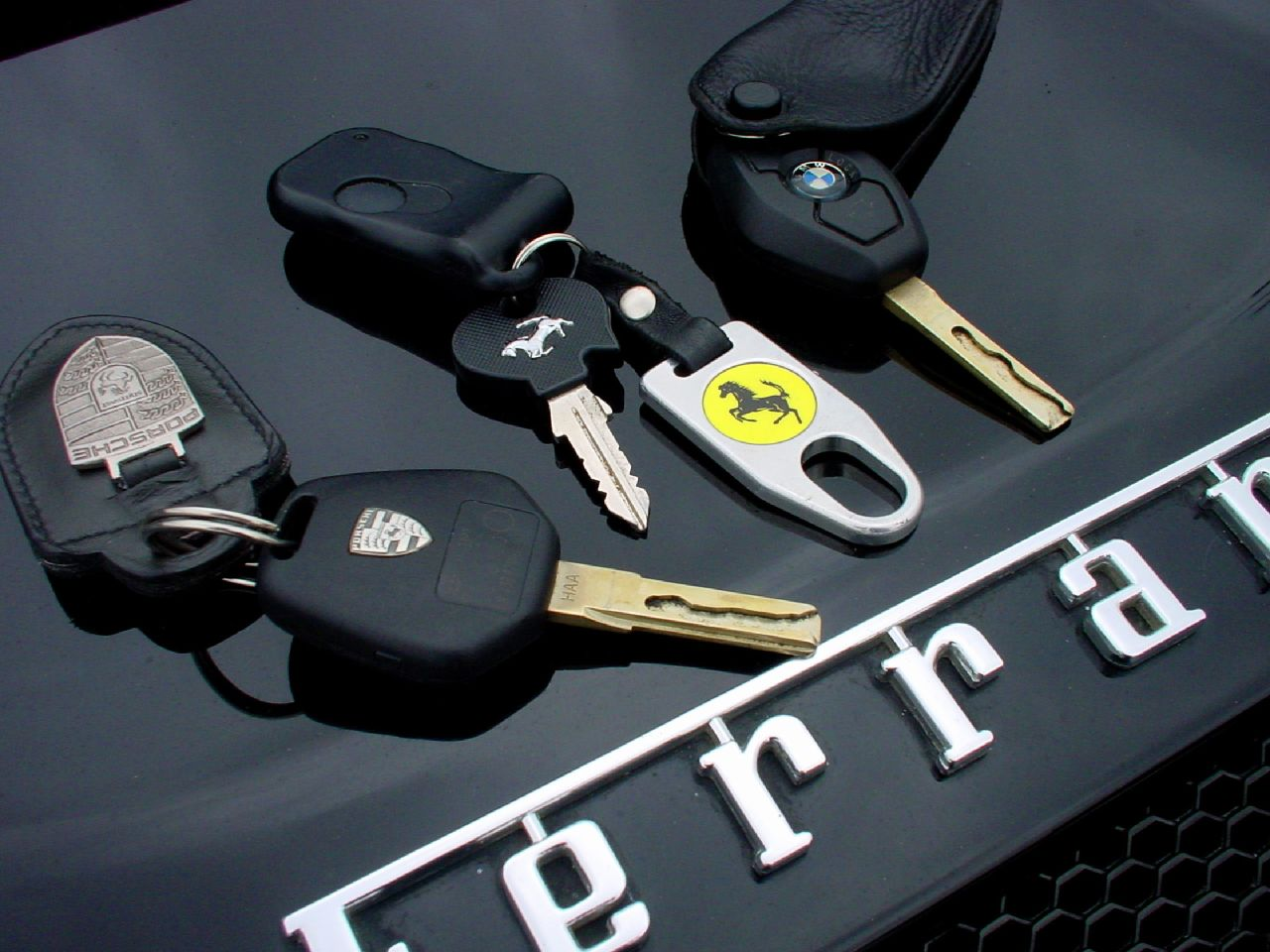
자동차 열쇠

열쇠(영어: key)는 자물쇠를 여는 데 쓰이는 도구이다. 
보통 열쇠는 특수한 모양을 한 납작한 금속으로 되어 있으며, 자물쇠에 넣었을 때 모양이 맞는 홈이 파여진 부분과 열쇠를 돌리는 데 쓰이는 손잡이 부분으로 나뉜다. 
일반적으로 하나의 자물쇠를 열 수 있는 열쇠는 한두 개 정도로 제한되어 있으나, 열쇠의 홈 순서와 그를 만들 때 사용한 기계를 알고 있으면 누구라도 열쇠를 복제할 수 있다. 
사투리로 쇳대라고도 한다.

## 역사

### 전근대 역사
최초의 자물쇠와 열쇠 장치는 고대 아시리아(앗수르)의 수도 니네베의 폐허에서 발견되었다. 이와 같은 자물쇠는 볼트, 문 고정 장치 또는 부착물, 열쇠로 구성된 이집트의 나무 핀 자물쇠로 발전했다. 열쇠를 삽입하면 고정 장치 내의 핀이 볼트 내부에 뚫린 구멍에서 들어 올려 움직일 수 있게 되었다. 열쇠를 제거하면 핀이 볼트 안으로 일부 떨어져서 움직이지 못하게 된다.
보호된 자물쇠는 고대부터 존재했으며 서구 세계에서 가장 잘 알려진 자물쇠 및 열쇠 디자인으로 남아 있다. 최초의 전체 금속 자물쇠는 870년에서 900년 사이에 등장했으며 영국 장인의 작품으로 여겨진다. 열쇠는 기원전 6세기 사모스의 테오도루스가 발명했다고도 전해진다.
로마인들은 금속 자물쇠와 열쇠, 그리고 병동에서 제공하는 보안 시스템을 발명했다.
부유한 로마인들은 귀중품을 집 안의 안전하게 잠긴 상자에 보관하고 열쇠를 손가락에 반지처럼 착용했다. 이 관행에는 두 가지 이점이 있었다. 열쇠를 항상 편리하게 보관할 수 있는 동시에 착용자가 확보할 가치가 있는 돈과 보석을 가질 만큼 부유하고 중요하다는 신호를 보내는 것이다.
17~18세기에 만들어진 특수한 유형의 자물쇠는 14세기의 비슷한 자물쇠만큼 오래되었을 가능성이 있지만 벨기에 도시 리에르(Lier)의 베긴회(Beguinage)에서 찾을 수 있다. 이 자물쇠는 고딕 자물쇠일 가능성이 높으며 나뭇잎으로 장식되었으며 종종 열쇠 구멍을 둘러싸는 V자 모양이다. 종종 술 취한 사람의 자물쇠라고 불리지만, 특정 출처에 따르면 이 자물쇠는 사람이 어둠 속에서도 열쇠 구멍을 찾을 수 있도록 설계되었기 때문에 술에 취했다는 언급은 잘못되었을 수 있다. 장식품은 순전히 미적인 것일 수도 있기 때문이다. 최근에는 유사한 자물쇠가 설계되었다.

### 현대
18세기 후반 산업혁명이 시작되고 이에 따른 정밀공학의 발전과 부품 표준화로 인해 자물쇠와 열쇠의 제조는 점점 더 복잡해지고 정교해졌다.
볼트가 자물쇠 안에서 움직이는 것을 방지하기 위해 레버 세트를 사용하는 레버 텀블러 자물쇠는 1778년 로버트 배런(Robert Barron)에 의해 발명되었다. 그의 복동식 레버 자물쇠는 슬롯을 잘라서 레버를 특정 높이까지 들어 올려야 했다. 레버를 너무 멀리 올리는 것은 레버를 충분히 올리지 않는 것만큼 나빴는다. 이 유형의 자물쇠는 오늘날에도 여전히 사용된다.
레버 텀블러 자물쇠는 1818년 예레미야 처브(Jeremiah Chubb)에 의해 크게 개선되었다. 포츠머스 조선소에서 발생한 도난 사건으로 인해 영국 정부는 자체 열쇠로만 열 수 있는 자물쇠를 생산하기 위한 경쟁을 발표하게 되었다. 처브는 무단 접근 시도를 저지하고 방해를 받은 경우 잠금 장치 소유자에게 이를 알려주는 통합 보안 기능을 통합한 처브 감지기 잠금 장치를 개발했다. 처브는 숙련된 자물쇠 따기 담당자가 3개월 후에 자물쇠를 부수지 못한 후 £100를 받았다.
1820년에 제레미아(Jeremiah)는 그의 형제 찰스(Charles)와 합류하여 자체 자물쇠 회사인 처브를 시작했다. 처브는 자물쇠를 다양하게 개선했다. 1824년에 개선된 디자인에는 자물쇠를 재설정하기 위해 특별한 조절 키가 필요하지 않았다. 1847년까지 그의 열쇠는 4개가 아닌 6개의 레버를 사용했다. 그리고 그는 나중에 열쇠가 통과하도록 허용하지만 시야를 좁혀 자물쇠를 따려는 사람으로부터 레버를 숨기는 디스크를 도입했다. 처브 형제는 최초의 도난 방지 금고에 대한 특허를 받고 1835년에 생산을 시작했다.
배런(Barron)과 처브(Chubb)의 디자인은 이동식 레버의 사용을 기반으로 했지만 다작의 발명가인 조셉 브라마(Joseph Bramah)는 1784년에 대체 방법을 개발했다. 그의 자물쇠는 표면을 따라 정확한 홈이 있는 원통형 열쇠를 사용했다. 이로 인해 볼트 회전을 방해하는 금속 슬라이드가 정확한 정렬로 이동되어 자물쇠가 열릴 수 있었다. 자물쇠는 당시의 정밀 제조 능력의 한계에 있었고 발명가는 이 자물쇠를 선택할 수 없다고 말했다. 같은 해 브라마는 124 피카딜리(124 Piccadilly)에서 브라마 락스(Bramah Locks)사를 시작했고, 1790년부터 자신의 가게 창문에 챌린지 락(Challenge Lock)을 전시하면서 £ 200의 보상으로 "...이 자물쇠를 따거나 여는 도구를 만들 수 있는 예술가"에 챌린질를 걸었다. 이 챌린지는 1851년 만국박람회에서 미국의 자물쇠 제조공인 앨프리드 찰스 홉스(Alfred Charles Hobbs)가 자물쇠를 열 수 있었고 그가 자물쇠를 열었던 상황에 대한 몇 가지 논쟁 끝에 상을 받을 때까지 67년 이상 지속되었다. 홉스의 시도는 16일에 걸쳐 약 51시간이 걸렸다.
복동식 핀 텀블러 자물쇠에 대한 최초의 특허는 1805년 영국의 미국 의사 아브라함 O. 스탠스베리(Abraham O. Stansbury)에게 부여되었지만 오늘날에도 여전히 사용되는 현대 버전은 1848년 미국인 리누스 예일 시니어(Linus Yale Sr.)에 의해 발명되었다. 올바른 열쇠 없이는 자물쇠가 열리는 것을 방지하기 위해 다양한 길이의 핀을 사용한다. 1861년에 리누스 예일 주니어는 그의 아버지가 디자인한 원래 1840년대 핀 텀블러 자물쇠에서 영감을 받아 톱니 모양의 가장자리와 자물쇠 자체 내에서 다양한 길이의 핀이 있는 더 작은 납작한 열쇠를 발명하고 특허를 얻었다. 오늘날에도 여전히 사용되고 있는 핀 텀블러 자물쇠이다. 현대의 예일 자물쇠는 본질적으로 이집트 자물쇠의 더욱 발전된 버전이다.
이후 주요 디자인이 약간 개선되었음에도 불구하고 오늘날 대부분의 자물쇠는 여전히 브라마, 처브, 예일이 발명한 디자인의 변형이다.

## 종류
- 집 열쇠
- 금고 열쇠
- 자동차 열쇠
- 주인 열쇠 (마스터 열쇠)
- 제어 열쇠 (컨트롤 열쇠)
- 복제 금지 열쇠
- 제한 열쇠
- 열쇠 카드

## 같이 보기
- 자물쇠
- 암호
- 보안